# Coupe de France 1981/82
Der Wettbewerb um die Coupe de France in der Saison 1981/82 war die 65. Ausspielung des französischen Fußballpokals für Männermannschaften. In diesem Jahr meldeten 3.179 Vereine, womit erstmals die 3.000er-Marke überschritten wurde. Darunter waren auch Klubs aus den überseeischen Besitzungen Frankreichs, von denen sich der CS Papeete aus Tahiti (Französisch-Polynesien) sogar für die erste landesweite Runde qualifizieren konnte.
Titelverteidiger war der SEC Bastia, der in diesem Jahr erneut bis ins Halbfinale vorstieß.
Gewinner der Trophäe wurde – bei seiner ersten Finalteilnahme – der Paris Saint-Germain Football Club. Endspielgegner AS Saint-Étienne verlor in dieser Saison das dritte seiner bis dahin neun Finales; den letzten Sieg hatte die ASSE 1977 errungen, die letzte Niederlage erst im Vorjahr.
Dies war wiederum kein erfolgreiches Jahr für unterklassige Mannschaften. Bereits im Achtelfinale waren nur noch vier Zweitdivisionäre vertreten, und mit Sporting Toulon kam lediglich einer von ihnen weiter, der im Viertelfinale aber gleichfalls ausschied. Von den Amateuren hatten sieben Teams die erste landesweite Runde überstanden – je drei Dritt- und Viertligisten, dazu mit der US Sanary eine Elf aus der sechsten Spielklasse, die sogar einen Erstligisten ausschalten konnte –, aber im Sechzehntelfinale kam für sie allesamt das Aus.
Nach den von den regionalen Untergliederungen des Landesverbands FFF organisierten Qualifikationsrunden griffen ab der Runde der letzten 64 Mannschaften auch die 20 Erstdivisionäre in den Wettbewerb ein. Die Paarungen wurden für jede Runde frei ausgelost und fanden im Zweiunddreißigstel- sowie im Halbfinale auf neutralem Platz statt; bei unentschiedenem Spielstand nach Verlängerung kam es darin, wie im Endspiel, zu einem Elfmeterschießen. Vom Sechzehntel- bis zum Viertelfinale wurden Hin- und Rückspiele ausgetragen; Amateurteams besaßen zuerst Heimrecht. Hatten dabei beide Mannschaften eine gleich hohe Zahl von Treffern erzielt (wobei Auswärtstore doppelt zählten), wurde zunächst das Rückspiel verlängert und anschließend – sofern erforderlich – gleichfalls ein Elfmeterschießen durchgeführt.

## Zweiunddreißigstelfinale
Spiele am 12. bis 14. Februar 1982. Die Vereine der beiden professionellen Ligen sind mit D1 bzw. D2 bezeichnet, diejenigen der landesweiten Amateurspielklassen mit D3 bzw. D4, die höchsten regionalen Amateurligen als DH bzw. DHR („Division d’Honneur“ bzw. „Division d’Honneur Régionale“).
| - AS Monaco D1 – FC Martigues D2 1:0 n. V. - CA Lisieux D3 – OSC Lille D1 0:0 n. V. (9:8 i. E.) - Racing Paris D3 – AS Saint-Étienne D1 0:3 - EDS Montluçon D2 – AAJ Blois D2 2:0 - FC Metz D1 – FC Sochaux D1 1:0 - US Nœux-les-Mines D2 – FC Nantes D1 2:1 - Le Havre AC D2 – US Orléans D2 1:0 - Stade Saint-Brieuc D3 – FC Toulouse D2 2:1 - CS Thonon D2 – CS Papeete DH Tahiti 2:1 - Calais RUFC D2 – AS Creil D3 1:1 n. V. (4:3 i. E.) - Sporting Toulon D2 – FC Montauban D3 1:0 n. V. - Stade Reims D2 – AS Beaune D4 2:1 - Girondins Bordeaux D1 – FC Périgueux D4 4:0 - ESA Brive D4 – AS Grenoble D2 2:1 - AS Nancy D1 – FC Mulhouse D2 3:0 - FC Tours D1 – RC Lens D1 5:2 n. V. | - AJ Auxerre D1 – US Véloce Vannes D3 2:0 - Stade Laval D1 – Stade Quimper D2 3:1 - US Sanary DHR – Montpellier La Paillade SC D1 0:0 n. V. (7:6 i. E.) - Paris Saint-Germain D1 – Olympique Nîmes D2 1:1 n. V. (4:3 i. E.) - OGC Nizza D1 – CA Digne D3 2:0 n. V. - US Valenciennes D1 – AEPB La Roche-sur-Yon D3 3:0 - Stade Brest D1 – FC Limoges D2 0:0 n. V. (3:1 i. E.) - US Dunkerque D2 – Stade Poitiers D3 3:2 n. V. - US Maubeuge D4 – Red Star Paris D3 0:0 n. V. (5:4 i. E.) - SEC Bastia D1 – USM Malakoff D3 1:0 - Olympique Lyon D1 – RC Strasbourg D1 1:0 - Entente Fontainebleau-Bagneaux D2 – SO Merlebach D3 3:1 - Olympique Marseille D2 – Olympique Avignon D3 1:0 - US Concarneau D4 – Union Clissons-Korrigans D3 1:1 n. V. (7:6 i. E.) - RCFC Besançon D2 – SR Saint-Dié D2 5:2 - EAC Chaumont D3 – SC Hazebrouck D3 2:0 n. V. |

## Sechzehntelfinale
Hinspiele am 5. bis 7., Rückspiele am 17. März 1982
| - AS Monaco D1 – OGC Nizza D1 2:0, 1:1 - CA Lisieux D3 – Girondins Bordeaux D1 0:0, 0:5 - US Nœux-les-Mines D2 – Paris Saint-Germain D1 0:1, 0:2 - Stade Saint-Brieuc D3 – Olympique Lyon D1 0:2, 2:4 - Entente Fontainebleau-Bagneaux D2 – Le Havre AC D2 2:1, 0:3 - Olympique Marseille D2 – EDS Montluçon D2 2:0, 4:2 - Calais RUFC D2 – Stade Laval D1 1:3, 0:6 - Stade Reims D2 – RCFC Besançon D2 1:0, 0:2 | - ESA Brive D4 – SEC Bastia D1 1:3, 0:1 - AJ Auxerre D1 – FC Tours D1 2:1, 1:3 - FC Metz D1 – US Dunkerque D2 3:1, 0:0 - US Sanary DHR – AS Saint-Étienne D1 0:2, 0:4 - US Maubeuge D4 – US Valenciennes D1 3:2, 1:3 - CS Thonon D2 – AS Nancy D1 1:3, 0:3 - US Concarneau D4 – Stade Brest D1 0:3, 1:5 - EAC Chaumont D3 – Sporting Toulon D2 0:0, 1:4 |

## Achtelfinale
Hinspiele am 30. März, Rückspiele am 6. April 1982
| - Girondins Bordeaux D1 – AS Monaco D1 2:1, 2:1 - Olympique Marseille D2 – Paris Saint-Germain D1 0:1, 1:3 - Stade Laval D1 – RCFC Besançon D2 2:1, 0:0 - SEC Bastia D1 – Olympique Lyon D1 2:0, 2:3 | - FC Tours D1 – FC Metz D1 4:1, 2:4 - AS Saint-Étienne D1 – Stade Brest D1 2:0, 3:3 - US Valenciennes D1 – Le Havre AC D2 2:0, 2:2 - Sporting Toulon D2 – AS Nancy D1 2:1, 2:1 |

## Viertelfinale
Hinspiele am 16., Rückspiele am 20. April 1982
| - Paris Saint-Germain D1 – Girondins Bordeaux D1 2:0, 1:2 n. V. - AS Saint-Étienne D1 – Stade Laval D1 1:0, 0:0 | - US Valenciennes D1 – SEC Bastia D1 1:0, 0:3 - Sporting Toulon D2 – FC Tours D1 1:1, 1:2 |

## Halbfinale
Spiele am 11. Mai 1982
| - Paris Saint-Germain D1 – FC Tours D1 0:0 n. V. (2:1 i. E.) | - AS Saint-Étienne D1 – SEC Bastia D1 2:0 |

## Finale
Spiel am 15. Mai 1982 im Pariser Prinzenparkstadion vor 46.160 Zuschauern
- Paris Saint-Germain – AS Saint-Étienne 2:2 n. V. (1:1, 0:0), 6:5 i. E.

### Mannschaftsaufstellungen
Paris Saint-Germain: Dominique Baratelli – Jean-Claude Lemoult, Jean-Marc Pilorget, Dominique Bathenay , Philippe Col (Éric Renaut, 118.) – Sarr Boubacar, Luis Fernández, Ivica Šurjak – Nabatingue Toko, Dominique Rocheteau, Mustapha Dahleb (Michel N’Gom, 84.)
Trainer: Georges Peyroche
AS Saint-Étienne: Jean Castaneda – Patrick Battiston, Bernard Gardon (Raúl Nogués, 67.), Christian Lopez , Patrice Lestage – Jean-François Larios, Gérard Janvion, Jean-Louis Zanon – Laurent Paganelli (Laurent Roussey, 67.), Michel Platini, Johnny Rep
Trainer: Robert Herbin
Schiedsrichter: Michel Vautrot (Besançon)

### Tore
1:0 Toko (58.)

1:1 Platini (76.)

1:2 Platini (99.)

2:2 Rocheteau (120.)
Strafstoßschießen
0:1 Battiston, 1:1 Bathenay
1:2 Zanon, 2:2 Renaut
2:3 Rep, 3:3 Rocheteau
3:4 Larios, 4:4 Šurjak
4:5 Platini, 5:5 Fernández
Lopez verschossen, 6:5 Pilorget

### Besondere Vorkommnisse
Das diesjährige Finale war das erste seit Beginn der Austragung des Wettbewerbs, das durch Elfmeterschießen entschieden wurde; dies war zunächst nur als einjährige Sonderregelung beabsichtigt, damit die Nationalmannschaft ausreichend Zeit für ihre Vorbereitung auf die Weltmeisterschaftsendrunde in Spanien bekam.
Paris SG war der siebte Verein aus Paris, der die Coupe gewinnen konnte – und der Titel ging erstmals nach 33 Jahren wieder in die Hauptstadt. Damals hatte ihn Racing Paris gewonnen, dessen nur noch drittklassig antretende Amateurmannschaft sich just in dieser Saison für das Zweiunddreißigstelfinale hatte qualifizieren können.
Für drei Spieler von PSG war es allerdings nicht der erste persönliche Sieg im Pokal: Boubacar hatte ihn bereits 1976 mit Olympique Marseille gewonnen, Bathenay sogar schon dreimal (1974, 1975, 1977) und Rocheteau (gleichfalls 1977), beide mit Saint-Étienne.
Auch Schiedsrichter Vautrot war kein Endspielneuling: er leitete sein zweites Finale nach 1979.